# Erminio Perocco
Erminio Perocco (Venezia, 27 febbraio 1961) è un pubblicitario e regista italiano.

## Biografia
Figlio dello storico dell'arte veneziano Guido Perocco, nel 1983 entra in Canard Advertising, per passare, tre anni dopo, in Saatchi & Saatchi, quindi in Ogilvy & Mather.
Nel 1989 entra nell'agenzia Armando Testa e, nel 1994, ne diventa direttore creativo centrale, a Torino. Ha scritto e realizzato più di cento pubblicità, lavorando al posizionamento strategico, al lancio e al riposizionamento di numerosi marchi quali Mulino Bianco, Martini, Mondadori, TIM. Ha curato tra le altre le campagne televisive per Parmacotto con Christian De Sica, Yomo con Aldo Giovanni e Giacomo, Aranciata San Pellegrino (Nestlè), Q8, Gatorade, Treccani, BNL, Vape, Pirelli, Renault, Ford, Lancia. Nel 2002 lascia l'agenzia Armando Testa per dedicarsi alla regia.
Dal 2002 al 2013 segue per Campari il marchio Crodino.
Come autore e regista ha realizzato diversi documentari: La bellezza e il senso (Patriarcato di Venezia), RomaSiti (Camera di Commercio di Roma), Viaggio a S. Maurizio, Once we were children, sulla vita dello scrittore statunitense Joe Lansdale, Via! sull'antica strada romana Appia, oltre a una delle prime webseries italiane, A un pelo dalla Victoria, con Victoria Cabello e Vittoria Belvedere, trasmessa poi anche da Fox, Comedy Central e RealTime.
Ha scritto e diretto due cortometraggi: Mama (1983) e La culla (LuxVide, 2005) con Paola Quattrini e Flavio Insinna.
Per la LuxVide ha diretto anche I gialli del Maresciallo C., undici pillole di due minuti in onda in prima serata (RaiUno, 2006) con Nino Frassica e Flavio Insinna. È il regista di Una giornata un po' speciale con Maria Grazia Cucinotta e Claudio Bigagli (Poste Italiane, 20', 2006). Il suo soggetto Come diventare ricchi e famosi ha vinto il prefinanziamento dell'Istituto Luce.
È cosceneggiatore di Boom di Andrea Zaccariello (Medusa, 1999), story editor di Briciole di Ilaria Cirino Pomicino (RaiUno, film tv, 2004), soggettista e cosceneggiatore di Senza arte né parte di Giovanni Albanese (2011).
Da gennaio 2013 è direttore creativo di HI! Comunicazione - Roma: con l'agenzia ha vinto le gare per le campagne pubblicitarie del gruppo Green Network Luce&Gas, Allie per Allianz, Croce Rossa Italiana, Il Messaggero, T-Per, DeAgostini.
È coautore, regista e produttore del documentario A - Elegia di Augusto (2014) che, commissionato da Mondadori Electa e dalla Soprintendenza Speciale per i Beni Archeologici di Roma, è stato presentato in anteprima al Festival Internazionale del Film di Roma 2014.

## Pubblicità per la TV
- 1991-1992 Peroni, Treccani, BNL, Sip, Curcio
- 1993 Ma quanto mi ami?, format Sip, Negozi InSip (con E.T.)
- dal 1994 Una telefonata allunga la vita, format Telecom (18 episodi) con Massimo Lopez
- dal 1995 Paradiso, format Lavazza (20 episodi) con Paolo Bonolis e Luca Laurenti
- dal 1996  Chi chiede Parmacotto vuole solo Parmacotto, format (7 episodi) con Christian De Sica; L'analcolico biondo fa impazzire il mondo, format Crodino Personaggi (9 episodi)
- 1997, Gatorade, Pagine Utili, Angelini, La Stampa
- dal 1998, Via col vento, format Q8; Miii Yomo! All'arrembaggio, format Yomo con Aldo Giovanni e Giacomo (8 episodi)
- 1999 Pirelli; Vivere senza confini, format TIM (4 episodi); Bevo e sono felice, San Pellegrino (4 episodi)
- 2000 Barca a vela, format TIM; Se ti piace il calcio, guardalo, format StreamTv (8 episodi)
- dal 2001 Gorilla, format Crodino
- 2005 ING Direct
- 2006 Supermercati GS
- dal 2013 Green Network Luce&Gas con Gigi Proietti
- 2013 Allie per Allianz
- 2014 T-Per, Trasporto Passeggeri Emilia-Romagna
- 2014 Relais San Maurizio Luxury Spa Resort
- 2015 CRI Croce Rossa Italiana